# Attentat du 18 juin 2009 de Beledweyne
L'attentat du 18 juin 2009 de Beledweyne est un attentat à la bombe survenu le 18 juin 2009 visant l'hôtel Medina, ayant fait 57 morts et 307 blessés.

## Attentat
Le 18 juin 2009, vers 10 h 30 heure locale, une voiture Toyota chargée d'explosifs a commencé à se diriger vers l'hôtel Medina. La voiture piégée a été repérée avant qu'elle n'atteigne l'entrée de l'hôtel Medina. Omar Hashi Aden (en), le ministre de la Sécurité nationale de la Somalie, était sur le point de quitter l'hôtel lorsque la voiture piégée a traversé l'entrée de l'hôtel, s'écrasant sur des voitures en stationnement avant de faire exploser son dispositif explosif. L'explosion a gravement endommagé l'hôtel et a tué 57 personnes et fait 307 blessés.

## Victimes
Plusieurs personnes influentes ont été tuées dans l'attentat à la voiture piégée, notamment des ambassadeurs, des ministres, des colonels militaires et des anciens du clan :
- Omar Hashi Aden, ministre de la sécurité de la Somalie
- Abdikarim Farah Laqanyo, ancien ambassadeur de Somalie en Éthiopie et auprès de l'Union africaine
- Mohamed Abdi Yarow, colonel des forces armées somaliennes
- Mohamed Barre Fidow, colonel des forces armées somaliennes
- Omar Hasan Dhudi, colonel des forces armées somaliennes
- Yusuf Husen, colonel des forces armées somaliennes